# فرخنده کوهستان کریکر
فرخنده کوهستان کریکر (نام علمی: Dubusia carrikeri) گونه‌ای پرنده نوگرمسیری از تیرهٔ فرخندگان است. فرخنده کوهستان کریکر تنها در جنگل‌های کوهستانی سانتا مارتا، کلمبیا یافت می‌شود. فرخنده کوهستان کریکر گاهی به عنوان زیرگونه‌ای از فرخنده کوهستان سینه‌نخودی در نظر گرفته می‌شود، اما در سال ۲۰۱۶ توسط فهرست سرخ IUCN به گونه‌ای دیگر متمایز شده است. امروزه، جمعیت آن به دلیل آسیب به زیستگاه توسط تفریحات، آلودگی و تغییرات اقلیمی رو به کاهش است.